# Die Verschwundene
Die Verschwundene (Originaltitel Seules les bêtes, internationaler englischsprachiger Titel Only the Animals) ist ein Thriller von Dominik Moll aus dem Jahr 2019, der im Rahmen der Internationalen Filmfestspiele von Venedig seine Premiere feierte und am 7. Oktober 2021 in die deutschen Kinos kam.

## Handlung
Nach einem Schneesturm wird am Rande einer einsamen Bergstraße in der Nähe eines kleinen, abgelegenen Dorfs ein Auto entdeckt. Von der Fahrerin fehlt jede Spur. Die Polizei weiß bei ihren Ermittlungen nicht, wo sie anfangen soll.

## Produktion
Der Film basiert auf dem Kriminalroman Nur die Tiere (Originaltitel Seules les bêtes) von Colin Niel aus dem Jahr 2017. Regie führte Dominik Moll, der gemeinsam mit Gilles Marchand auch Niels Roman für den Film adaptierte.
Das Centre national de la cinématographie förderte die Drehbuchfortentwicklung mit 66.000 Euro, die Deutsch-Französische Förderkommission gewährte eine Produktionsförderung in Höhe von 480.000 Euro, das Medienboard Berlin-Brandenburg in Höhe von 150.000 Euro und Eurimages 371.000 Euro. Eine weitere Förderung erhielt der Film von der Région Occitanie Pyrénées Méditerranée.
In den Hauptrollen sind Denis Ménochet, Damien Bonnard, Laure Calamy und Valeria Bruni-Tedeschi zu sehen. Die deutsche Synchronisation entstand nach der Dialogregie von Monica Bielenstein im Auftrag der TaunusFilm Synchron GmbH, Berlin.
Die Dreharbeiten fanden vom 10. Januar bis 22. März 2019 in Sète und in Florac in der französischen Region Okzitanien und in Abidjan, der früheren Hauptstadt der Elfenbeinküste, statt. Als Kameramann fungierte Patrick Ghiringhelli.

## Veröffentlichung
Eine erste Vorstellung des Films erfolgte am 28. August 2019 bei den Internationalen Filmfestspielen von Venedig, wo er als Eröffnungsfilm der Sektion Venice Days gezeigt wurde. Zudem lief der Film im Hauptwettbewerb des Festivals. Anfang Oktober 2019 wurde er beim London Film Festival vorgestellt, Anfang November 2019 beim Minsk International Film Festival „Listapad“. Kinostart in Frankreich war am 4. Dezember 2019.
Der Kinostart in Deutschland erfolgte am 7. Oktober 2021.

## Rezeption

### Kritiken
Der Film konnte bislang 93 Prozent der Kritiker bei Rotten Tomatoes überzeugen. Bei Metacritic erhielt der Film einen Metascore von 69 von 100 möglichen Punkten.

### Auszeichnungen
César 2020
- Nominierung für das Beste adaptierte Drehbuch (Dominik Moll und Gilles Marchand)
- Nominierung als Beste Nebendarstellerin (Laure Calamy)[15]

Filmfest München 2021
- Auszeichnung als Bester internationaler Film im CineMasters Competition / Arri/Osram Award (Dominik Moll)[16]

Internationale Filmfestspiele von Venedig 2019
- Nominierung als Bester Film für den Fedeora Award	(Dominik Moll)[17]

Miami Film Festival 2020
- Nominierung für den Knight Marimbas Award (Dominik Moll)[18]

Tokyo International Film Festival 2019
- Auszeichnung mit dem Publikumspreis (Dominik Moll)
- Auszeichnung als Beste Schauspielerin (Nadia Tereszkiewicz)
- Nominierung als Bester Film (Dominik Moll)[19]